# Polypoetes exclamationis
Polypoetes exclamationis är en fjärilsart som beskrevs av Erich Martin Hering 1925. Polypoetes exclamationis ingår i släktet Polypoetes och familjen tandspinnare. Inga underarter finns listade i Catalogue of Life.